# サイコトロニクス
サイコトロニクス（英語: psychotronics）は、精神工学ともいい、共産圏で着手されたPSI研究（超心理学/サイ科学研究）のうち、電磁波などを用いて人為的な心理変更を行わせるとする概念である。

## 概要
この概念は、電磁波放射による神経や脳活動の外的誘導、特に脳に記憶される情報を誘導しようというアプローチである。スカラー電磁波の応用技術分野であるという言説もインターネット上などで流布されている。実在の音響兵器とは特に関連性は見出せないものの、これの原型だという説も流布されている。
同技術の存在を主張する者らによれば、その研究水準は旧ソビエト連邦がアメリカ合衆国をはるかに上回り、MKウルトラなど西側諸国のマインドコントロール研究のきっかけともなっているという。これら技術体系の存在を支持する者らは、旧ソ連の低周波の研究はアメリカを先行していたと考えており、その証拠として現在のロシアのシグネチャ（軍事用語）も先進国以上のものであると考えている。
なお冷戦時代の旧ソビエト連邦を中心に超心理学分野での研究も盛んに行われていたが、東西緊張緩和やソビエト連邦の崩壊以降に現物が公式に確認されたことはなく、一般には「鉄のカーテンの向こう側の超兵器」の一種であるとみなされている。

## 根拠
以下に述べるのは、一般に流布されている「サイコトロニクスが存在する証拠」とされている説ないし噂（都市伝説など）である。なおWikipediaはこれらの真偽に対して、保証を行わない。
- 2001年アメリカでデニス・クシニッチ議員が法律の草案に「サイコトロニクス」を明記し、その規制を主張した。
- 1999年5月にニューヨーク・タイムスが「1989年トップシークレットのボンファイアー計画の下、ソ連科学者は新兵器を開発。この兵器は心理学的変更を目的とし、神経系にダメージを与え、気分を変化させ死亡も起こす」という記事を掲載。
- 1985年米CNNの番組「スペシャル・アサインメント」によってラジオ周波を使ったサイ兵器の存在が知られるようになる。
- 1976年11月にロサンゼルス・ヘラルド・イクザミナー紙は「ソ連は、人間の行動不能、神経の不活性、心臓発作さえ起こすマイクロウェーブの広範な研究を行う」と報道。
- ウッドペッカー信号(キツツキノイズ)が使われたチャイコフスキー通り事件で存在が発覚し、朝鮮戦争で起きた米兵の洗脳事件と並ぶパニックに繋がった。
- 1977年軍備縮小に関する国連委員会への交渉の提案書でマイクロウェーブの神経系統への影響が認められる。
- サイコトロニクスの知識はソ連崩壊後に流出し、不可視光線や電磁気システムで脳機能を修正し、身体機能の制御や思考の転送をするための各国の非殺傷兵器に応用された。
- 元々はレーニンの「再教育」「外部注入論」が研究の端緒とされており、公式には電気催眠などが確認されている。
- ソ連の特殊部隊がアフガニスタン侵攻時に市民へ高周波ラジオウェーブを放射したことを示す報道があった。

## 備考
電磁波の影響で身体的な不調を訴える電磁波過敏症と呼ばれる症候が米国で発表されている。しかしこちらも研究を取りまとめている世界保健機関（WHO）では現段階において電磁波の影響とする説に否定的である。